# Liste de points extrêmes de l'Afrique du Sud

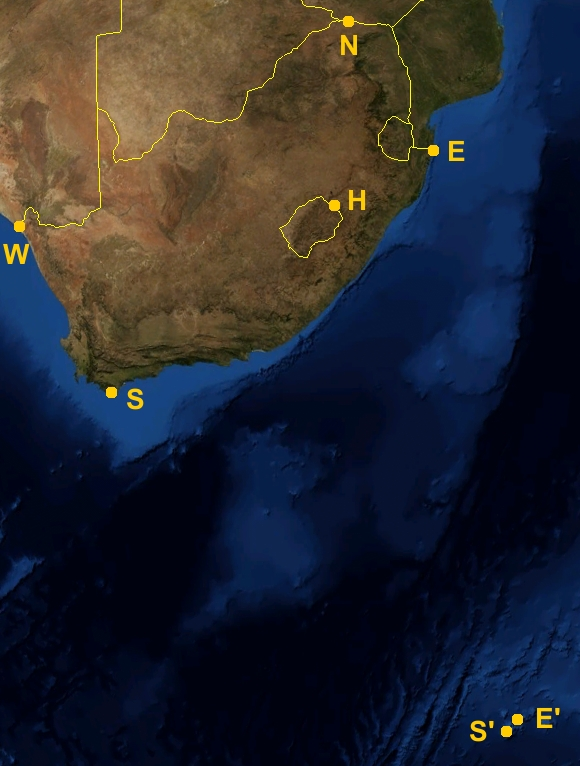
Carte de l'Afrique du Sud avec ses points extrêmes

Voici une liste des points extrêmes de l'Afrique du Sud.

## Latitude et longitude
- Nord : Frontière avec le Zimbabwe
- Sud : Cap des Aiguilles[1], (34° 49′ 43,39″ S, 20° 00′ 09,15″ E)
- Ouest : Alexander Bay (28° 35′ 00″ S, 16° 29′ 00″ E)
- Est : Frontière avec le Mozambique (26° 51′ 31,58″ S, 32° 53′ 28,31″ E)

L'Afrique du Sud possède 2 îles au sud-est de son territoire, l'Île du Prince-Édouard 46° 38′ 09″ S, 37° 56′ 39″ E et l'île Marion 46° 54′ 22″ S, 37° 44′ 13″ E.

## Altitude
- Mafadi, 3 450 m 29° 12′ 08″ S, 29° 21′ 25″ E